# Luke Black
Лука Ивановић (Чачак, 18. мај 1992), познатији под својим уметничким именом Luke Black, српски је кантаутор. Он је први соло извођач из Србије са ексклузивним уговором за Universal Music Group и до сада је објавио 4 ЕП издања. Такмичио се и однео победу на Песми за Евровизију ’23 са песмом Само ми се спава те представљао Србију на Песми Евровизије 2023. у Ливерпулу.

## Биографија
Лука Ивановић је рођен 18. маја 1992. у Чачку, у СР Југославији. Завршио је основну школу „Милица Павловић”. Са 12 година је почео да пише текстове, а са 16 година да компонује музику и пише аранжмане. Пошто је завршио Гимназију у Чачку, сели се у Београд, због студија на Филолошком факултету Универзитета у Београду основних академских студија енглески језик, књижевност, култура. Касније се сели у Лондон, где дипломира мастер студије у музичкој продукцији.
Ивановић каже да његово сценско име „Luke” потиче из англиканизације његовог имена, док „Black” потиче из периода кад је био тинејџер и кад је жаловао 40 дана због „смрти српске музичке сцене”.
Тренутно живи у Лондону, у Енглеској где ради као графички дизајнер за издавачку кућу.

## Каријера

### 2014—2015: Почетак каријере иЕП
Први пут се представио јавности у мају 2013, у оквиру Грувленд фестивала, када је и премијерно извео сингл D-Generation. Тада су га приметили представници Universal Music-а и позвали у своју канцеларију у Београду, како би започели сарадњу. Он је први соло извођач из Србије са ексклузивним уговором за Universal Music Group. Осим ауторском музиком, бави се и аудио продукцијом и режијом сопствених наступа и музичких спотова. Тражећи свој уметнички израз експериментише и испробава нове и неочекиване форме и стилове. У новембру 2014, пре почетка званичне сарадње с Universal Music Group-ом, Luke Black је самостално објавио сингл Nebula Lullaby, на дигиталном сервису Spinnup. Заједно с Кристијаном Мајићем је аутор ове песме, која је снимљена путем интернет телефонског сервиса Skype.
Његов деби сингл D-Generation, објављен је под музичком кућом Universal Music Group 24. фебруара 2015. Музички спот за ову песму је премијерно приказан на МТВ Адрија, а неколико сати касније и на његовом званичном Vevo каналу. Luke Black је комплетан аутор сингла D-Generation, који је настао током 2014. године. Песма је прво објављена дигитално у издању Грувленда, а касније су радио-станице почеле да емитују овај сингл, који се изборио за своје место на топ-листама најслушанијих песама. Крајем 2014. године, Радио Б92 је ову песму уврстио у листу предлога за сингл године.
Заједно с младим уметником Василијем Вујовићем (VASSO), Luke Black је осмислио концепт за видео-спот овог сингла, који је током 2014. године снимљен у Суботици. Премијером спота, 24. фебруара 2015. на глобалном сервису Vevo, званично је објављена сарадња с Universal Music Group-ом и најављено прво студијско ЕП издање. Истог дана, широм света осим у САД, појавило се дигитално реиздање сингла D-Generation, а поред ремастероване верзије, на издању се још налазе три ремикса иза којих стоје MKDSL, Јан Немечек и Луминус. За америчко тржиште сингл је објављен 10. марта 2015. Сингл је дебитовао на 9. месту МТВ Адрија топ-листе извођача из региона и међу првих 50 на стриминг сервису Deezer у Србији. Такође, сингл се налазио на 10. месту листе синглова Градског радија – Твој хит на првом месту.
Песма Holding On To Love настала је крајем 2014. године и објављена је у издању Universal Music Group-a. Своју премијеру имала је 29. маја 2015. године на Лукином званичном Vevo каналу, а своју радио премијеру имала је на Радију Б92. Песма је премијерно објављена у САД, Канади и Мексику 2. јуна 2015. године. 
Luke Black сумира 10 година прављења музике својим првим ЕП издањем — Thorns 18. септембра 2015. године, након успеха већ објављених синглова D-Generation и Holding On To Love, као и пратећих ремикса. Поред песама D-Generation и Holding On To Love, на ЕП-у су се налазиле још 4 песме. Аутор насловне фотографије издања је VASSO.  Маске које Лука носи на својим фотографијама и у спотовима дело су босанскохерцеговачког дизајнера Александра Саше Шкорића који је иза међународно признатог пројекта — Sasa Masks.
На физичком издању Thorns ЕП-а се налази укупно 9 песама, међу њима синглови D-Generation и Holding On To Love, док дигитална верзија има 6 песама и бонус песму White Line. Убрзо после, Лука наступа у Београду, Бечу и Загребу у ком наступа као предгрупа бенда Lust For Youth у Творници културе.
Пар дана пред Божићне празнике, 18. децембра 2015. године, Luke Black је објавио издање Jingle Bell Rock / Nebula Lullaby, на коме се налази обрада песме Jingle Bell Rock и песма Nebula Lullaby, претходно самоиздата 2014. године.

### 2016—2017:
Представљен је у јануарском броју магазина Лепота & Здравље за 2016. годину у рубрици Мушкарци које смо волели у 2015. години.
У фебруару 2016. године, како Блиц преноси, Лука се нашао у избору за представника Србије на Песми Евровизије од стране Радио-телевизије Србије. У избору је победила Сања Вучић, а медији преносе да је његова песма у избору био његов предстојећи сингл Demons. По објављивању сингла, за портал Трачара је потврдио да је био у ужем избору РТС-а за представника Србије на Песми Евровизије 2016. са Demons. По изласку сингла одлази на турнеју у Кину где наступа у Пекингу, Шангају и Гвангжуу. У октобру 2016. објављује и ЕП Demons (Remix) са 5 ремикса песме.

### 2017—2018:ЕП
Крајем марта 2017. године, Лука је одржао наступ у чувеном Берлинсом клубу Berghain на ревији дизајнерке Иване Пиље, у којем је премијерно извео сингл . Сингл је званично објавио у априлу 2017. и настао је у сарадњи са шведским продуцентом Оскаром Гофелстремом. Затим у октобру исте године премијерно изводи сингл Olive Tree на наступу у Љубљани, а потом и на Београдској недељи моде. У новембру исте године и објављује Olive Tree, који је футуристичка обрада истоимене кинеске песме. Ово је уједно била и прва његова песма (делимично) на српском језику. Песма је потом преведена на мандарински језик и у том извођењу је изводи Чји Ју. У јулу 2018. објављује Neoslavic ЕП на ком се налазе синглови Demons, Walpurgis Night и Olive Tree са два ремикса.

### 2021—2023:и Песма за Евровизију
У јануару 2023. године објављује ЕП F23.8, који садржи четири сингла које је објављивао током 2021. и 2022: a house on the hill, amsterdam, heartless и 238.
Дана 9. јануара 2023. године је откривено да ће се такмичити на Песми за Евровизију ’23 са песмом Само ми се спава. Дана 27. јануара откривено је да ће наступити у првом полуфиналу, а пар дана касније, Лука је прошетао пластичног јастога улицама Београда као део промоције своје песме.
Пласирао се за финале из првог полуфинала 1. марта 2023. године. Касније је откривено да је завршио на 6. месту у полуфиналу. У финалу је однео победу, освојио је друго место код гласања жирија и друго место код гласања публике. Представљаће Србију на Песми Евровизије 2023. у Ливерпулу. Дана 9. маја наступио је трећи у првом полуфиналу Евровизије и пласирао се у финале пласманом на 10. место. Лука је перформанс посветио жртвама пуцњаве у београдској школи. У финалу Евровизије, 13. маја, наступио је пети и заузео 24. место од 26 учесника са 30 освојених поена.
Након Евровизије, Лука је наступио на два распродата концерта у Лондону и објавио сингл, инспирисан Лили Ален и Нирваном "I’m So Happy", у августу 2023. године. У октобру је био предгрупа украјинском бенду Go_А на O2 академији у Ислингтону.
Концертом у Дому омладине 16. децембра 2023. године домаћој публици је представио свој “SLEEP FOREVER: ROUND 3” шоу – електронско позориште којим је наступао у Лондону.

### 2024:Chainsaws in Paradise
Дана, 29. фебруара, Лука је отворио друго полуфинале Песме за Евровизију ’24 репризом свог победничког наступа из претходне године, "Само ми се спава". У интервјуу који је уследио најавио је објављивање свог првог дугометражног албума, Chainsaws in Paradise, за 24. мај, након чега је уследила турнеја по Великој Британији, Пољској, Финској и Аустрији.
Током паузе за гласање, Лука је извео проширену верзију God's Too Cool и премијерно извео алтернативну метал песму Chainsaws in Paradise, насловну нумеру свог предстојећег албума. Сингл је објављен следећег дана. Лука је објавио још два сингла са албума Chainsaws in Paradise у наредним месецима, Winter Dahlia 25. априла и Drinking Jack With Daddy 8. маја.

## Награде и номинације
| Година | Награда                 | Рад              | Исход     | Реф.          |
| ------ | ----------------------- | ---------------- | --------- | ------------- |
| 2023.  | Песма за Евровизију ’23 | Само ми се спава | 1. место  | [ 30 ] [ 39 ] |
| 2023.  | Песма Евровизије 2023.  | Само ми се спава | 24. место | [ 40 ]        |

## Дискографија

### Албуми
- (2024)

### ЕП-ови
- (2015)
- (2015)
- (2018)
- (2023)

### Синглови
| Назив | Година | Највиша позиција на топ-листи | Највиша позиција на топ-листи | Највиша позиција на топ-листи | Албум                 |
| Назив | Година | ХРВ                           | ФИН                           | ЛИТ                           | Албум                 |
| --- | ------ | ----------------------------- | ----------------------------- | ----------------------------- | --------------------- |
| Nebula Lullaby | 2014.  | *                             | —                             | —                             | сингл без албума      |
| D-Generation | 2015.  | *                             | —                             | —                             | Thorns (ЕП)           |
| Holding On To Love Remix | 2015.  | *                             | —                             | —                             | Thorns (ЕП)           |
| Jingle Bell Rocks / Nebula Lullaby | 2015.  | *                             | —                             | —                             | сингл без албума      |
| Demons | 2016.  | *                             | —                             | —                             | сингл без албума      |
| Walpurgis Night | 2017.  | *                             | —                             | —                             | Neoslavic (ЕП)        |
| Olive Tree | 2017.  | *                             | —                             | —                             | Neoslavic (ЕП)        |
| Frankensteined (са ) | 2019.  | *                             | —                             | —                             | сингл без албума      |
| a house on the hill | 2021.  | *                             | —                             | —                             | -F23.8}- (ЕП)         |
| | 2021.  | *                             | —                             | —                             | -F23.8}- (ЕП)         |
| heartless | 2021.  | *                             | —                             | —                             | -F23.8}- (ЕП)         |
| 238 | 2022.  | *                             | —                             | —                             | -F23.8}- (ЕП)         |
| Само ми се спава | 2023.  | 25                            | 22                            | 50                            | сингл без албума      |
| I’m So Happy | 2023.  | —                             | —                             | —                             | сингл без албума      |
| God's Too Cool | 2023.  | —                             | —                             | —                             | сингл без албума      |
| Chainsaws in Paradise | 2024   | —                             | —                             | —                             | Chainsaws in Paradise |
| Winter Dahlia | 2024   | —                             | —                             | —                             | Chainsaws in Paradise |
| Drinking Jack With Daddy | 2024   | —                             | —                             | —                             | Chainsaws in Paradise |
| BATSHIT | 2024   | —                             | —                             | —                             | сингл без албума      |
| Winter Dahlia (Glacial Version) | 2024   | —                             | —                             | —                             | сингл без албума      |
| VOMIT | 2025   | —                             | —                             | —                             | сингл без албума      |
| Roses In The Concrete | 2025   | —                             | —                             | —                             | сингл без албума      |
| BOSCH INFERNO (Die Arkitekt featuring Luke Black)                                                                                         | 2025   | —                             | —                             | —                             | сингл без албума      |
| „—” означава сингл који се није нашао на топ-листи или није објављен у територији. „*” означава топ-листу која није постојала у то време. |        |                               |                               |                               |                       |

## Музички видеи
| Назив                 | Година | Редитељ                         |
| --------------------- | ------ | ------------------------------- |
| "D-Generation"        | 2015.  | Vasso Vu                        |
| "Holding on to Love"  | 2015.  | Филип Мојзеш, Татјана Крстевски |
| "Walpurgis Night"     | 2017.  | Сара Вуловић, Luke Black        |
| "Olive Tree"          | 2017.  | Коста Ђураковић                 |
| "A House on the Hill" | 2021.  | Vasso Vu, Razorade              |
| "Amsterdam"           | 2021.  | Luke Black                      |
| "I'm So Happy"        | 2023.  | Prosper Unger-Hamilton          |
| "VOMIT"               | 2025.  | Roger Spy                       |